# Сенсе, Анри де Бофремон
Анри де Бофремон (фр. Henri de Bauffremont; 1578 — 22 октября 1622, Лион), маркиз де Сенсе — французский государственный и военный деятель.

## Биография
Сын Клода де Бофремона, барона де Сенсе, и Мари де Бришанто-Нанжи.
Граф де Рандан, сеньор де Живри, Кюизери, Шатенуа, и прочее.
Великий бальи и капитан Макона, генеральный наместник в Маконне, губернатор Осона.
Был избран в Генеральные штаты 1614 года от дворянства Бургундии, затем назначен президентом от дворянства на этой ассамблее, заседавшей сначала в Сансе, затем в Париже. От имени знати просил об отмене полетты (налог в королевскую казну, которыей платили должностные лица, чтобы пожизненно оставаться в должности) и продажи должностей, был против публикации постановлений Тридентского собора, чего добивалось духовенство, опиравшееся на ультрамонтанов против вольностей Галликанской церкви.
В мае 1615 жалованной грамотой барония Сенсе была возведена в ранг маркизата. Пожалование зарегистрировано Дижонским парламентом 2 декабря 1631.
В 1617—1618 годах был чрезвычайным послом в Мадриде. 31 декабря 1619 был пожалован в рыцари орденов короля.
Умер от ран, полученных при осаде Руайяна, где он исполнял функции лагерного маршала.

## Семья
Жена (8.08.1607): Мари-Катрин де Ларошфуко (1588—10.05.1677), герцогиня де Рандан, первая придворная дама Анны Австрийской, дочь Жана-Луи де Ларошфуко, графа де Рандан, и Изабеллы де Ларошфуко
Дети:
- Анри-Клод-Шарль-Роже (ум. 17.03.1641), маркиз де Сенсе. Наследовал отцу в губернаторствах Осона, Шалон-сюр-Сона и Макона, был лейтенантом короля в Бургундии (1633), и полковником Пьемонтского пехотного полка. В августе 1639 отличился в бою при Эре, где были разбиты 1200 кроатов кардинала-инфанта. Умер в своем замке Сенсе. Был холост
- Жан-Луи (ум. 6.07.1641), граф де Рандан, маркиз де Сенсе. Наследовал брату, в том числе и как полковник Пьемонтского пехотного полка. Был взят в плен в битве при Ла-Марфе и тогда же убит каким-то немцем. Был холост
- Мари-Клер (1618—29.07.1680), герцогиня де Рандан. После смерти братьев унаследовала семейные владения. Первая придворная дама Анны Австрийской (1643—1666). Муж (28.09.1637): Жан-Батист-Гастон де Фуа-Кандаль (ум. 1646), граф де Флекс